# Constituição jugoslava de 1974

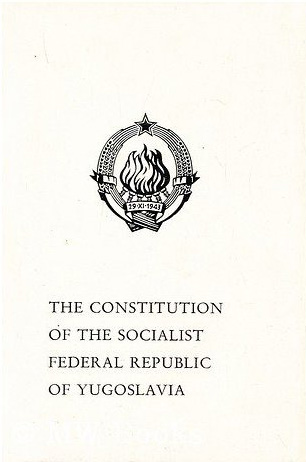
A constituição de 1974

A Constituição Jugoslava de 1974 foi a quarta e última constituição da República Socialista Federal da Jugoslávia, tendo entrado em vigor a 21 de Fevereiro de 1974.
Com 406 artigos originais, a constituição de 1974 era uma das maiores do mundo. Inclui linguagem elaborada protegendo o sistema de autogestão da interferência do Estado e aumentando a representação das repúblicas e províncias em todos os nos fóruns políticos e eleitorais. A Constituição estabeleceu a Assembleia Federal reestruturada como a suprema expressão do sistema de autogestão. Desse modo, determinou um complexo sistema eleitoral para esse órgão, começando com as organização políticas e económicas locais; essas estuturas elegiam assembleias ao nível das comunas, que por sua vez elegiam as assembleias das províncias e das repúblicas; finalmente, estas últimas elegeriam os membros das duas câmaras da Assembleia Federal, a Câmara Federal e a Câmara das Repúblicas e Províncias.
Embora a nova constituição lidasse em grande escala com a codificação do sistema económico e social no sentido da realização da teoria do socialismo autogestionário, as suas disposições mais controversas e com maior consequência histórica foram as relacionadas com a organização do estado da Jugoslávia, que foram mais tarde usadas como base legal para a dissolução da federação e sujeitas a diferentes intepretações pelas várias facções durante o conflito armado na antiga Jugoslávia.
A nova constituição também reduziu a Presidência do Estado de 23 para 9 membros, com igual representação de cada república e província e uma posição ex-officio para o presidente da Liga dos Comunistas. A constituição de 1974 também expandiu a proteção dos direitos indivíduiais e os procedimentos judiciais, com a ressalva de que nenhum cidadão poderia usar essas libedades para desestabilizar o sistema social prescrito. Finalmente, o Kosovo e a Voivodina, as duas províncias constituintes da Sérvia, receberam um aumento substancial da autonomia, incluindo poder de veto de facto no parlamento sérvio.
A Constituição Federal Jugoslava de 1974 confirmou e fortaleceu os princípios das Emendas de 1971 à Constituição Federal Jugoslava, que introduziu o conceito que os direitos soberanos eram exercidos pelas unidades federais, e que a federação tinha apenas a autoridade que lhe era especificamente transferida pela constituição.
A constituição também proclamou Josip Broz Tito como presidente vitalício.

## Origens
A adoção da Constituição foi precedida por acontecimentos políticos significativos ocorridos vários anos antes, e que marcaram o início da federalização do país. Primeiro, no verão de 1996, Aleksandar Ranković foi removido de todos os seus cargos; Ranković, até então um dos colaboradores mais próximos de Tito, opunha-se ao federalismo. As ideias de Edvard Kardelj trunfaram, a assim começou uma federalização gradual. Em 1968 e 1971 foram feitas emendas à Constituição, levando ao estabelecimento da Presidência da Jugoslávia como uma liderança coletiva (1971). No final desse ano, a liderança da República Socialista da Croácia, que estaria difundindo políticas nacionalistas, foi totalmente destituída; mais tarde, no outono de 1972, foi a vez da liderança da República Socialista da Sérvia ser alvo de uma purga. Depois disso, tudo estava pronto para a adoção da nova Constituição Federal.

## A Constituição
Nas palavras da Constituição, todo o poder pertencia à "classe trabalhadora e ao povo trabalhador". Em termos de estrutura governamental, as províncias dentro da Sérvia (o Kosovo e a Voivodina) receberem ainda mais direitos dos que tinham anteriormente. As províncias tinham as suas presidências estaduais e do partido. O seu território não poderia ser alterado sem uma decisão das respetivas Assembleias Provinciais, e os governos provinciais tinham direito de veto sobre as decisões das autoridades da Sérvia.
Josip Broz Tito, presidente da Jugoslávia, foi nomedo presidente vitalício da Jugoslávia, e o seu nome foi explicitamente referido na Constituição. Ele era também Presidente da República e Presidente da Presidência da Jugoslávia. Após a sua morte, todas as suas funções foram transferidas para a Presidência da Jugoslávia.
Durante a discussão pública da proposta da nova Constituição, o Dr. Mihailo Đurić, professor da Faculdade de Direito de Belgrado,  foi condenado à prisão após a publicação de um discurso onde ele se opunha à implementação das mudanças constitucionais planeadas. Apontando que "Jugoslávia" estava se tornar apenas uma denominação geográfica, onde, a pretexto do desenvolvimento consistente da igualdade entre as nações, se estavam a estabelecer vários estados nacionais independentes e até conflituais, o professor Đurić alertou a proposta de alteração constitucional não apenas alterava fundamentalmente o carácter da antiga união estatal nas nações jugoslavas, mas rejeitava a própria ideia dessa comunidade estatal, afirmando que se alguma coisa fosse mantida do Estado, seria apenas para na próxima alteração da Constituição haver algo para ser abolido.

## Princípios da Constituição
O preâmbulo da Constituição de 1974 apresenta 10 principios básicos:
1. Governo: A partir do direito de cada nação à auto-determinação, incluindo o direito de secessão,[5], a Jugoslávia é definida como uma república federal da nações e nacionalidades em pé de igualdade, livremente unidas no princípio da fraternidade e unidade na realização dos interesses comuns e específicos. Os detentores da soberania das nações e nacionalidades são as repúblicas e províncias dentro da sua jurisdição constitucional. A tomada de decisões na federação é baseada na comunicação e nas obrigações e direitos mútuos das repúblicas e províncias. As relações socio-económicas são estabelecidas como um sistema de autogestão socialista.
2. Planeamento socio-económico: A base do sistema socio-económico é a propriedade social dos meios de produção, o direito do trabalhador à autogestão e a beneficiar dos frutos do seu trabalho, a solidariedade e a reciprocidade de direitos e obrigações de todos os atores sociais. Todas as formas de privatização da propriedade pública são consideradas como contrárias à Constituição, tal como a usurpação "burocrática" ou "tecnocrática" de recursos ou a monopolização da tomada de decisões.
3. Sistema económico: A propriedade pública não tem um detentor legal, o detentor dos direitos de propriedade não são nem as instituições políticas, nem entidades económicas, nem os cidadãos. O povo trabalhador decide acerca da distribuição do rendimento, socialmente limitado pelos critérios estabelecidos para a distribuição entre consumo e reprodução do capital. A propriedade social e os trabalhadores são organizados em organizações básicas de trabalho associado. A economia é caracterizada por dinheiro, crédito e um sistema de mercado, sendo os acordos sociais, a planificação do trabalho, a comunicação auto-governada, a autogestão, a comunidades e organizações socio-políticas a base para os mecanismos de regulação. Atividades sociais como a educação, a ciência,a cultura a e saúde são organizadas em comunidades auto-governadas que representam a ligação entre o trabalho associado e o interesse público. O trabalho por conta própria e a operação dos agricultores deverá ser governada pelos mesmos princípios que na organização do trabalho associado. O desenvolvimento coordenado da economia através do financiamento do desenvolvimento das repúblicas e províncias menos desenvolvidas será determinada pelo interesse geral ao nível da Jugoslávia.
4. Democracia socialista autogovernada: É definida como uma forma específica da ditadura do proletariado que é garantida pela proibição de organizações políticas e socio-económicas que pretendam o estabelecimento de relações capitalistas. O poder do povo trabalhador é realizado através da autogestão e da tomada de decisões nas organização básicas de trabalho associado, comunidades de interesses próprios e comunidades locais, e da delegação de representantes aos níveis superiores dos órgãos dirigentes das organização de autogoverno e das assembleias das organizações socio-políticas. São proclamados os principios de trabalho de todas as autoridades públicas, a autogestão, a responsabilidade pessoa, o controlo social e a possibilidade de substituir os titulares de cargos, mas o papel dominante na implantação desses princípios no quadro da Constituição é reservado para certas organizações políticas. A auto-proteção social é definida como a atividade de todos os atores sociais para proteger a ordem constitucional do auto-governo. A liberdade de organização socio-política do povo trabalhador é identificada, mas com a obrigação de respeitar o quadro do sistema de governo socialista dominada pela Constituição da organização política superior.
5. Direitos e liberdade do Homem e dos cidadãos: são limitados pelos interesses da sociedade socialista. A liberdade de criação científica, cultural e artística é proclamada, a educação é baseada nos princípios do socialismo científico, a política social é baseada em ultrapassar as diferenças resultantes de condições desiguais de vida e trabalho, são fornecidos benefícios aos veteranos e segurança social, e é introduzida a proteção ao ambiente.
6. Defesa Popular é uma política colateral de paz e e oposição a agressões e pressões, que é uma parte integral do reforço de capacidade de defesa do país. Inclui a participação de todas a instituições sociais e políticas e organizações autónomas em todos os níveis em defesa da independência, soberania, integridade territorial e do sistema de autogestão. A unidade de comando das forças armadas é antecipada.
7. As Relações internacionais da Jugoslávia são baseadas nos princípios da coexistência pacífica, da cooperação ativa entre iguais estados e nações, adsão ao princípios da Carta das Nações Unidas, do cumprimento das obrigações internacionais e da participação ativa nas organizações internacionais. A Jugoslávia está comprometida com a não-ingerência nos assuntos internos dos outros países, o internacionalismo socialista, o desarmamente geral rejeitando o uso da força nas relações internacionais, o direito dos povos à autodeterminação pela luta de libertação, independência e livre escolha da organização política e social para a proteção dos direitos das minorias, iguais relações económicas no mundo e o respeito pelas normais aceites do direito internacional.
8. O papel das organizações políticas e sindicais: a Liga dos Comunistas da Jugoslávia, segundo a Constituição, é responsável pelas atividades políticas para proteger de desenvolver as relações socialistas autogovernadas. A Aliança Socialista do Povo Trabalhador da Jugoslávia é a mais ampla frente democrática do povo trabalhador e dos cidadão e está sob a liderança do Partido Comunista de forma a atingir unidade política e ação. No seu quadro é possível discutir questões sociais, lançar iniciativas políticas e harmonizar opiniões para determinar atitudes políticas. As funções que a Constituição delega à Aliança Socialista incluem questões pessoais, escolher os candidatos a delegados e dirigentes nas organizações socio-políticas, exercer o controlo social sobre o trabalho e dos órgãos dirigentes, exercer influência sob os sistema de informação pública. A organização sindical voluntária é integrada nas relações socialistas autogeridas. O sindicato é autorizado a nomear representantes para a gestão e organização do trabalho conjunto, e para as organizações socio-políticas, e a iniciar e participar diretamente na auto-comunicação e nos acordos sociais.
9. O objetivo do sistema político e sócio-económico estabelecido pela Constituição da República Jugoslava é o desenvolvimento das bases materiais das relações sociais e em direção à realização dos princípios do comunismo: "De cada um de acordo com as suas capacidades, a cada um de acordo com as suas necessidades". Todos os atores sociais são convidados a "contribuir  para a realização dos direitos humanos e liberdades, humanizando o ambiente social e a personalidade humana, fortalecendo a solidariedade e a humanidade entre os povos e o respeito pela dignidade humana" e a construir relações entre os povos na direção de criar condições para a eliminação da coação e para o despertar dos interesses comuns.
10. A base da interpretação da Constituição e das leis do socialismo autogestionário expressos na introdução da Constituição da República Jugoslava.

## Direito à autodeterminação
As constituições anteriores garantiam às repúblicas o direito constitucional à autodeterminação, incluindo o direito de secessão. Na Constituição de 1974 esses direitos eram atribuídos às "nações da Jugoslávia". Ao  mesmo tempo, a constituição incluía um numero de provisões que poderia negar o direito de secessão. O artigo 5º requeria o consentimento de todas as repúblicas e províncias antes das fronteiras da Jugoslávia puderem ser alteradas. O artigo 283º dava ao Parlamento da Jugoslávia o poder para determinar alterações nas fronteiras do estado. Não estava claramente definido se a secessão unilateral era possível ou se tal só poderia ocorrer se o governo federal e todas as repúblicas concordassem.

## O fim da Constituição
De todas entidades constitutivas da federação, a RS da Sérvia era a tinha mais comentários sobre a organização do estado ao abrigo da Constituição de 1974, o que era natural atendendo à sua estrutura territorial. Inicialmente, a Sérvia requeria ao governo federal orientações sobre a interpretação correta da Constituição, no contexto de disputas com as províncias sobre os limites da soberania da Sérvia e da autonomia das províncias. No entanto, após as mortes de Kardelj (1979) e de Tito (1980) tornou-se cada vez mais difícil arbitrar as disputas entre a república e as províncias. Em meados da década de 1980, a liderança sérvia começou a solicitar emendas à Constituição, e não apenas orientações sobre a qual sua interpretação correta. No princípio de 1987, devido aos esforços da liderança sérvia, a Presidência da Jugoslávia iniciou a aprovação de mais de 130 emendas. No entanto, algum tempo depois, surgiu um conflito dentro da liderança sérvia. Na oitava sessão do Comité Central da Sérvia em setembro de 1987, as ideias de Slobodan Milošević (que defendia energicamente a revogação da Constituição de 1974) triunfaram. No final de 1988 houve uma mudança total da liderança nas duas províncias, e na primavera de 1989 foram adotadas emendas à Constituição da Sérvia, que reduziram significativamente os poderes e direitos das províncias. O abandono final das provisões contitucionais de 1974 na Sérvia aconteceu em setembro de 1990, quando foi adotada uma nova constituição.
Entretanto, as outras repúblicas começaram a remover a Constituição de 1974. A Eslovénia primeiro removeu a designação "socialista" do nome da república em Março de 1990, e ao mesmo tempo adotou uma série de emendas que removerem a estrutura socialista. Na Croácia, após a vitória da União Democrática Croata (Franjo Tuđman), foram adotadas emendas em 1990 que igualmente removeram a designação "socialista" e também alteraram os símbolos da república. Em dezembro de 1990 a Croácia adotou uma nova constituição. Seguiram-se a Bósnia e Herzegovina e a Macedónia no outono de 1990, quando as forças anticomunistas removeram o sistema socialista, e no Montenegro foi marcada formalmente pela adoção da nova constituição da república no outono de 1992.